# Rebecca Hull
Rebecca Mahoney, née Rebecca Hull le 25 août 1983, est une joueuse et arbitre néo-zélandaise de rugby à XV, de 1,67 m pour 72 kg, occupant le poste de demi d'ouverture ou de centre (no 10 ou 12) pour l'équipe de la province d'Hawke’s Bay et en sélection nationale pour l'équipe de Nouvelle-Zélande.
Elle a fait ses débuts internationaux en 2004.
Elle remporte la Coupe du monde féminine de rugby à XV 2006 disputée du 31 août au 17 septembre 2006, elle a disputé quatre matchs (deux titularisations).
Elle est désignée en 2018 par World Rugby pour arbitrer deux matchs du Tournoi des Six Nations féminin 2019.

## Parcours
- province de Manawatu 1999-2002  Nouvelle-Zélande
- province de Wellington 2003–2004  Nouvelle-Zélande
- province d'Hawke’s Bay 2005-2006  Nouvelle-Zélande

## Palmarès
(Au 15/08/2006)
- 1 sélection en équipe de Nouvelle-Zélande.
- Championne du monde en 2006.